# Fußball-Weltmeisterschaft 1998/Kamerun
Dieser Artikel behandelt die kamerunische Fußballnationalmannschaft bei der Fußball-Weltmeisterschaft 1998.

## Qualifikation
| Togo     | - | Kamerun  | 2:4 |
| Kamerun  | - | Angola   | 0:0 |
| Kamerun  | - | Simbabwe | 1:0 |
| Kamerun  | - | Togo     | 2:0 |
| Angola   | - | Kamerun  | 1:1 |
| Simbabwe | - | Kamerun  | 1:2 |

## Kamerunisches Aufgebot
| Nr.               | Name                 | Verein vor WM-Beginn  | Geburtstag         | Spiele   | Tore     | Gelbe Karte | Rote Karte |
| Torhüter          | Torhüter             | Torhüter              | Torhüter           | Torhüter | Torhüter | Torhüter    | Torhüter   |
| ----------------- | -------------------- | --------------------- | ------------------ | -------- | -------- | ----------- | ---------- |
| 1                 | Jacques Songo’o      | Deportivo La Coruña   | 17. März 1964      | 3        | 0        | 0           | 0          |
| 16                | Bassey William Andem | Boavista Porto        | 14. Juni 1968      | 0        | 0        | 0           | 0          |
| 22                | Alioum Boukar        | Samsunspor            | 3. Januar 1972     | 0        | 0        | 0           | 0          |
| Abwehrspieler     |                      |                       |                    |          |          |             |            |
| 2                 | Joseph Elanga        | Tonnerre Yaoundé      | 2. Mai 1979        | 0        | 0        | 0           | 0          |
| 3                 | Pierre Womé          | AS Lucchese           | 26. März 1979      | 3        | 0        | 1           | 0          |
| 4                 | Rigobert Song        | FC Metz               | 1. Juli 1976       | 3        | 0        | 2           | 1          |
| 5                 | Raymond Kalla        | Panachaiki            | 22. April 1975     | 2        | 0        | 0           | 1          |
| 6                 | Pierre Njanka        | Olympic Mvolyé        | 15. März 1975      | 3        | 1        | 1           | 0          |
| 13                | Patrice Abanda       | Tonnerre Yaoundé      | 3. August 1978     | 0        | 0        | 0           | 0          |
| 17                | Michel Pensée        | Seongnam Ilhwa Chunma | 16. Juni 1973      | 1        | 0        | 0           | 0          |
| Mittelfeldspieler |                      |                       |                    |          |          |             |            |
| 8                 | Didier Angibeaud     | OGC Nizza             | 8. Oktober 1974    | 3        | 0        | 1           | 0          |
| 12                | Lauren Etame         | UD Levante            | 19. Januar 1977    | 1        | 0        | 0           | 1          |
| 14                | Augustine Simo       | AS Saint-Étienne      | 18. August 1978    | 1        | 0        | 0           | 0          |
| 15                | Joseph N’Do          | Cotonsport Garoua     | 28. April 1976     | 3        | 0        | 0           | 0          |
| 19                | Marcel Mahouvé       | Montpellier HSC       | 16. Januar 1973    | 1        | 0        | 0           | 0          |
| 20                | Salomon Olembé       | FC Nantes             | 8. Dezember 1980   | 3        | 0        | 0           | 0          |
| Stürmer           |                      |                       |                    |          |          |             |            |
| 7                 | François Omam-Biyik  | Sampdoria Genua       | 21. Mai 1966       | 3        | 0        | 0           | 0          |
| 9                 | Alphonse Tchami      | Hertha BSC            | 14. September 1971 | 3        | 0        | 0           | 0          |
| 10                | Patrick M’Boma       | Gamba Osaka           | 15. November 1970  | 3        | 1        | 0           | 0          |
| 11                | Samuel Eto’o         | CD Leganés            | 10. März 1981      | 1        | 0        | 0           | 0          |
| 18                | Samuel Ipoua         | Rapid Wien            | 1. März 1973       | 2        | 0        | 1           | 0          |
| 21                | Joseph-Désiré Job    | Olympique Lyon        | 1. Dezember 1977   | 3        | 0        | 0           | 0          |
| Trainer           |                      |                       |                    |          |          |             |            |
|                   | Claude Le Roy        |                       | 6. Februar 1948    |          |          |             |            |

## Spiele der kamerunischen Mannschaft

### Vorrunde
- Kamerun –  Österreich 1:1 (0:0)

Stadion: Stade de Toulouse (Toulouse)
Zuschauer: 33.460
Schiedsrichter: Epifanio González (Paraguay)
Tore: 1:0 Njanka (78.), 1:1 Polster (90.)
- Italien –  Kamerun 3:0 (1:0)

Stadion: Stade de la Mosson (Montpellier)
Zuschauer: 29.800
Schiedsrichter: Edward Lennie (Australien)
Tore: 1:0 Di Biagio (7.), 2:0 Vieri (75.), 3:0 Vieri (89.)
- Chile –  Kamerun 1:1 (1:0)

Stadion: Stade de la Beaujoire (Nantes)
Zuschauer: 35.500
Schiedsrichter: László Vágner (Ungarn)
Tore: 1:0 Sierra (20.), 1:1 M’Boma (55.)
Obwohl die Italiener ihr erstes Spiel überraschend nicht gewinnen konnten, dominierten sie die Gruppe B. Österreich gelang es nicht, Chile zu bezwingen, und so zogen die Südamerikaner ins Achtelfinale ein. Kamerun, die Überraschungsmannschaft der WM 1990, enttäuschte gleichfalls.